# Dekanat Pruchnik
Dekanat Pruchnik – jeden z dekanatów archidiecezji przemyskiej, w archiprezbiteracie jarosławskim.

## Historia
W 1746 roku bp Wacław Hieronim Sierakowski zlikwidował dekanaty - przemyski i mościski, a w ich miejsce utworzył dekanat pruchnicki, w którego skład weszły parafie z dekanatów: 
- przemyskiego – Pruchnik, Babice, Kaszyce, Kosienice, Krzywcza, Łowce, Radymno, Rokietnica, Tuligłowy, Wyszatyce, Żurawica.
- mościskiego (eksterytorialnie) – Krasiczyn.

Teren dekanatu pruchnickiego obejmował też parafię katedralną w Przemyślu, ale pozostała ona pod wyłączną jurysdykcją biskupa.
W 1785 roku na mocy reform józefińskich władze zaboru austriackiego zlikwidowały dekanat, a jego parafie włączono do utworzonego ponownie dekanatu przemyskiego.
W 1787 roku dekanat pruchnicki został ponownie utworzony, a w jego skład weszły parafie: Pruchnik, Chłopice, Kaszyce, Kosienice, Łowce, Rokietnica, Rudołowice, Tuligłowy. 
W 1938 roku w skład dekanatu wchodziły parafie: Pruchnik, Chłopice, Jodłówka, Kaszyce, Kosienice, Kramarzówka, Łowce, Rokietnica, Rudołowice, Tuligłowy, Wacławice, Zarzecze, a dziekanem był ks. Marcin Murdza.
Do 2015 roku dziekanem był ks. prał. Kazimierz Lewczak, a od 2015 roku dziekanem jest ks. prał. Piotr Kandefer. 

## Parafie
- Boratyn – pw. św. Marcina
- Dobkowice – pw. Matki Bożej Nieustającej Pomocy
- Jodłówka – pw. Matki Bożej Pocieszenia
- Kramarzówka – pw. św. Klemensa i św. Andrzeja Boboli
- Pełnatycze – pw. Ofiarowania Najświętszej Maryi Panny
- Pruchnik – pw. św. Mikołaja Biskupa
  - Pruchnik Górny – kościół filialny pw. Najświętszej Maryi Panny Królowej
  - Hawłowice – kościół filialny pw. Świętych Apostołów Piotra i Pawła
- Rokietnica – pw. św. Mikołaja Biskupa i Matki Bożej Częstochowskiej
  - Czelatyce – kościół filialny pw. św. Józefa
  - Rokietnica - Wola – kościół filialny pw. Chrystusa Króla
- Rozbórz Okrągły – pw. Matki Bożej Szkaplerznej
  - Czudowice – kościół filialny pw. Podwyższenia Krzyża
- Rudołowice – pw. św. Mikołaja Biskupa
  - Roźwienica – kościół filialny pw. Podwyższenia Krzyża
  - Bystrowice – kościół filialny pw. Matki Bożej Królowej Polski
- Tapin – pw. Matki Bożej Wspomożenia Wiernych
- Tuligłowy – pw. św. Mikołaja Biskupa (Michalici)
  - Więckowice – kościół filialny pw. Trójcy Świętej
- Tyniowice – pw. Niepokalanego Poczęcia Najświętszej Maryi Panny
  - Chorzów – kościół filialny pw. Zwiastowania Najświętszej Maryi Panny
- Węgierka – pw. Narodzenia św. Jana Chrzciciela
  - Wola Węgierska – kościół filialny pw. Miłosierdzia Bożego

## Zgromadzenia zakonne
- Tuligłowy – xx. Michalici (1971)
- Pruchnik – ss. Michalitki (1992)
- Tapin – ss. Służebniczki starowiejskie (1884)